# Lzzy Hale

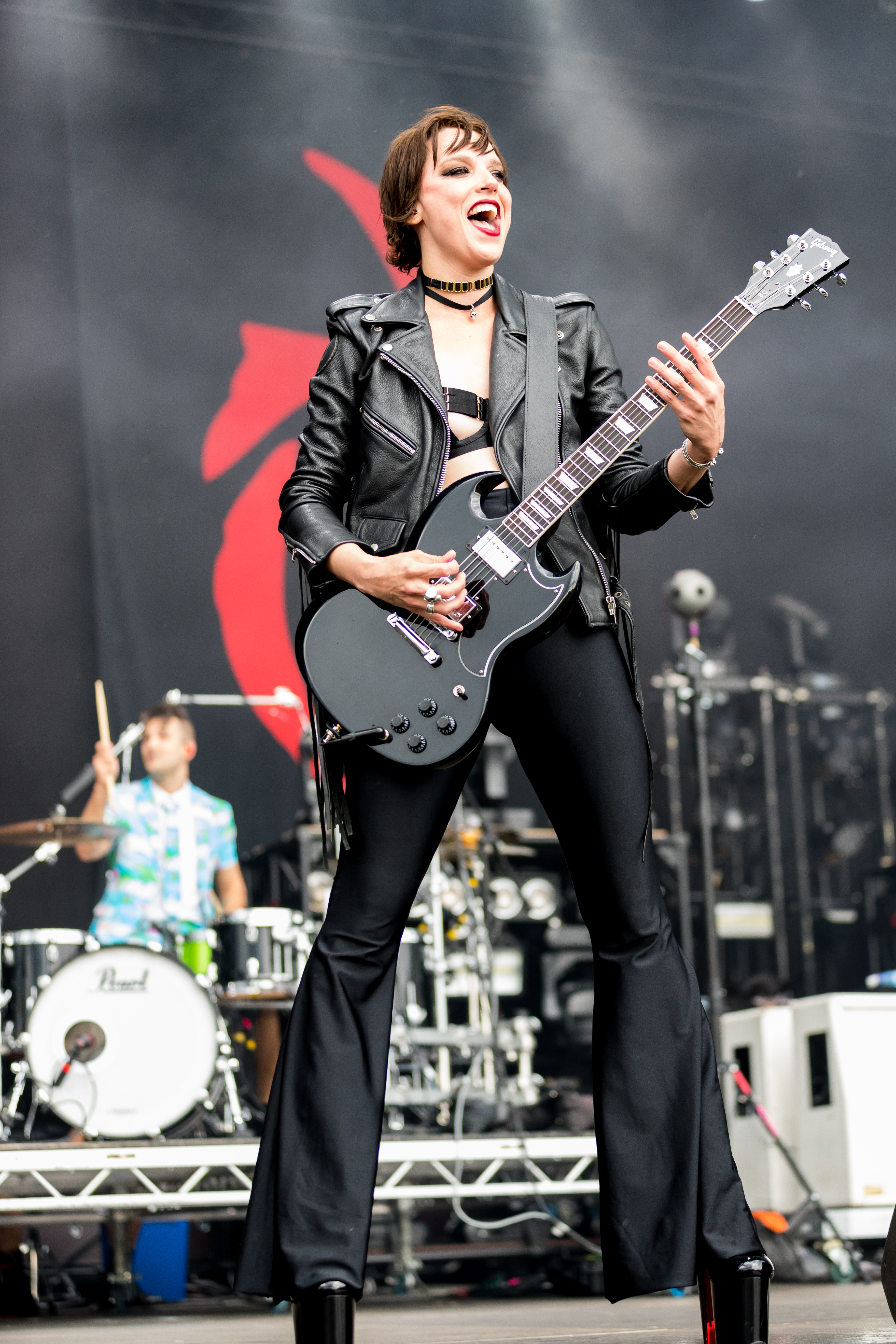
Lzzy Hale mit Halestorm (2019)

Elizabeth Mae „Lzzy“ Hale (* 10. Oktober 1983 in Red Lion, Pennsylvania) ist eine US-amerikanische Sängerin und Gitarristin. Sie ist Frontfrau der Rockband Halestorm und trat auch mehrfach als Gastsängerin in Erscheinung.

## Werdegang
Hale lernte ab ihrem fünften Lebensjahr das Klavierspielen und stieg später auf das auch unter dem Namen Keytar bekannte Umhängekeyboard um. 1997 gründete sie zusammen mit ihrem drei Jahre jüngeren Bruder Arejay die Band Halestorm. In der Originalbesetzung stand Hale als Leadsängerin auf der Bühne und spielte Keyboard. In den Anfangstagen spielte der gemeinsame Vater Bass. Mit 16 nahm sie Gitarrenunterricht. Mit Halestorm veröffentlichte Hale vier Studioalben. Im Jahr 2013 gewannen Halestorm einen Grammy in der Kategorie Best Hard Rock/Metal Performance für das Lied Love Bites (So Do I).
Neben Halestorm trat Hale mehrfach als Gastsängerin für andere Bands in Erscheinung. Im Jahre 2010 ist sie bei einer Neuaufnahme des Liedes Breaking Inside von der Band Shinedown zu hören. Ein Jahr später nahm sie mit Black Stone Cherry die Lieder Such a Shame und Won’t Let Go auf. 2012 sang sie zusammen mit Russell Allen das Lied Come Undone (eine Coverversion des Liedes von Duran Duran) für die Band Adrenaline Mob ein. Ein Jahr später folgte ein Duett mit David Draiman bei dem Lied Close My Eyes Forever (eine Coverversion des Liedes von Ozzy Osbourne und Lita Ford) für Draimans Band Device.
Im Jahre 2013 gründete Lzzy Hale das Modelabel Scissor Happy.

## Diskografie
mit Halestorm
als Gastsängerin
- 2010: Shinedown – Breaking Inside auf der Wiederveröffentlichung von The Sound of Madness
- 2011: Black Stone Cherry – Such a Shame und Won’t Let Go auf dem Album Between the Devil & the Deep Blue Sea
- 2012: Adrenaline Mob – Come Undone auf dem Album Omertà
- 2013: Device – Close My Eyes Forever auf dem Album Device
- 2014: Lindsey Stirling – Shatter Me auf dem gleichnamigen Album (US: Platin)[6]
- 2014: Eric Church – That’s Damn Rock & Roll auf dem Album The Outsiders
- 2015: Trans-Siberian Orchestra – Forget About the Blame (Moon Version) auf dem Album Letters from the Labyrinth
- 2015: Stone Sour – Gimme Shelter auf der EP Straight Outta Burbank
- 2016: Dream Theater –  Our New World (Promotional Single)
- 2015: Machine Gun Kelly – Spotlight auf dem Album General Admission
- 2017: Tom Keifer – Nobody’s Fool auf der Neuauflage des Albums The Way Life Goes
- 2020: Mark Morton – She Talks to Angels auf der EP Ether
- 2020: The Hu – Song of Women auf dem Album The Gereg
- 2020: In This Moment – We Will Rock You auf dem Album Mother
- 2020: Cory Marks – Out in the Rain auf dem Album Who I Am
- 2020: Evanescence – Use My Voice auf dem Album The Bitter Truth
- 2020: Apocalyptica – Talk to Me
- 2020: Dee Snider – The Magic of Christmas Day
- 2021: The Picturebooks – Rebel auf dem Album The Major Minor Collective
- 2021: Slothrust – The Next Curse auf dem Album Parallel Timeline
- 2022: Gwar – The Cutter auf dem Album The New Dark Ages
- 2023: Daughtry – Separate Ways (Worlds Apart) (Coverversion; Original: Journey (Band))
- 2023: Avatar – Violence No Matter What auf dem Album Dance Devil Dance
- 2023: Sophie Lloyd – Imposter Syndrome auf dem Album Imposter Syndrome
- 2024: The Native Hole – Mercy